# MAXXI
El MAXXI - Museo Nacional de las artes del siglo XXI es un museo con sede en Roma dedicado al arte del siglo XXI. Dependiente del Ministerio Italiano de los Bienes y las Actividades Culturales (Ministero per i Beni e le Attività Culturali), está gestionado por una Fundación constituida en julio de 2009. Dedicado a la creatividad contemporánea alberga dos museos: el MAXXI Arte y el MAXXI Architettura.
Está concebido como un lugar de investigación multidisciplinar destinado a la innovación y experimentación en las artes y la arquitectura. La vocación de este museo es de ser no sólo un lugar de conservación y exposición del patrimonio, sino también un laboratorio de experimentación e innovación cultural, estudio, investigación y producción de contenidos estéticos de nuestro tiempo.
Además de los dos museos el MAXXI cuenta con un auditorio, una librería y una mediateca especializada, una biblioteca, galería para exposiciones temporales y espacio para actividades educativas entre otras, además de una cafetería y un bar-restaurante. En el exterior el edificio está precedido por una gran plaza que permite también la realización de eventos al aire libre.

## El edificio sede

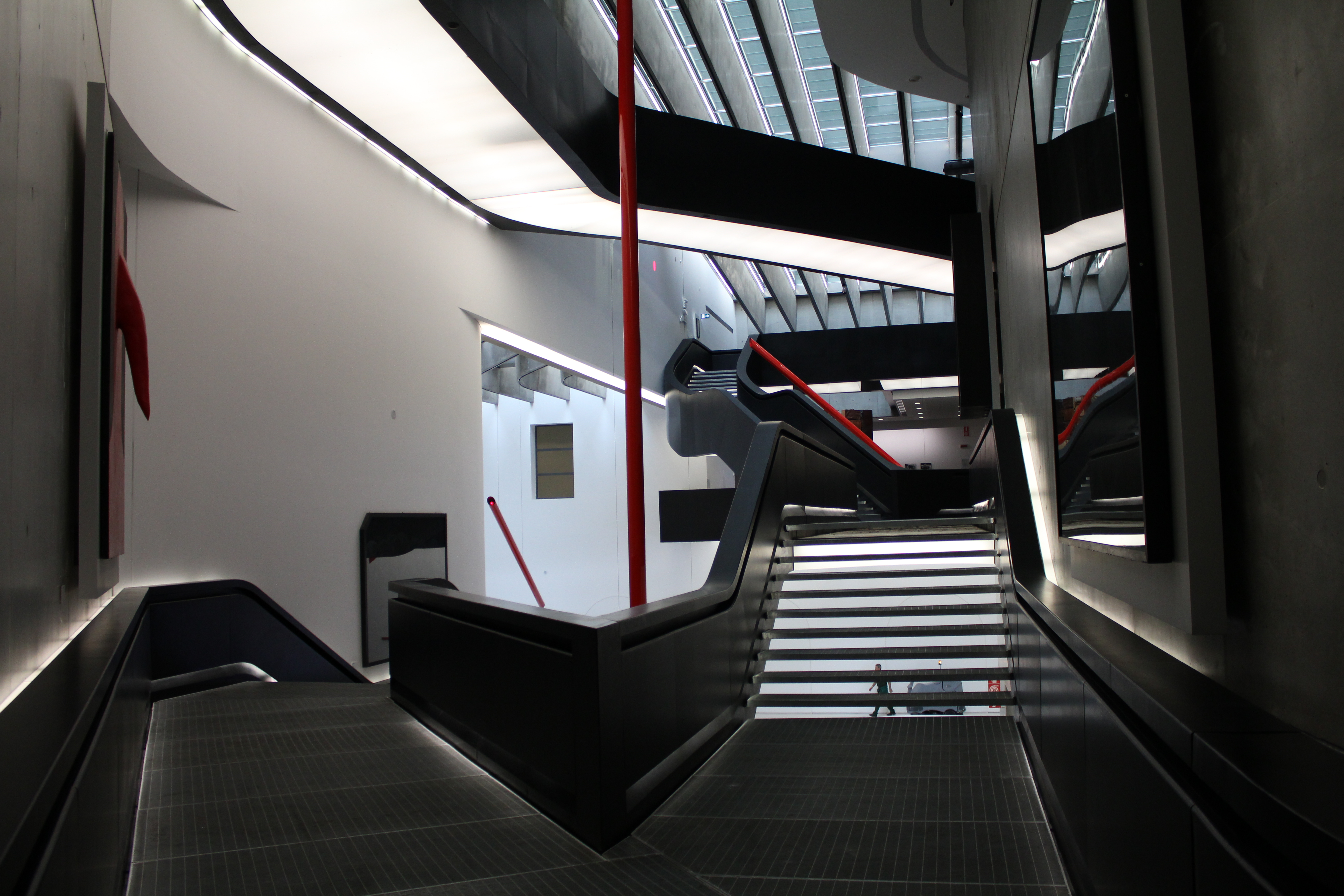
Interior del museo

La sede del MAXXI ha sido proyectado por la arquitecta Zaha Hadid y se encuentra en el barrio Flaminio quartiere Flaminio de Roma.El complejo arquitectónico consta de casi 27 mil metros cuadrados e intenta ser un espacio permeable al paso.

### El concurso y el inicio de los trabajos
En julio de 1998 el Ministerio de Cultura italiano convoca un concurso internacional de ideas para el nuevo centro de exposición de Roma dedicado al arte contemporáneo y la arquitectura.
Al jurado internacional se le pidió que evaluara 273 candidaturas, de las cuales 15 fueron seleccionadas para una segunda fase, en la que en un periodo de tres meses a partir debían desarrollar los proyectos. La necesidad de una ubicación céntrica en la ciudad había determinado la selección el año anterior del gran complejo militar del barrio Flamino, en desuso desde hacía años, como el emplazamiento del futuro centro.
A finales de febrero de 1999 el jurado selecciona el proyecto ganador, diseñado por Zaha Hadid. Se trata de un centro que integra las funciones de los museos y laboratorios de investigación, de áreas de recepción y servicios de apoyo, de funciones comerciales y eventos, rutas de conexión interna y calles peatonales de carácter urbano que se entrelazan en múltiples niveles.
En julio de 1999, se aprueba la ley de creación del "Centro de documentación y promoción del arte contemporáneo", que comprende el Museo de Arte Contemporáneo y el Museo de Arquitectura, financiando no solo su construcción sino también la adquisición de las primeras obras de su colección. La aprobación de la ley que establece la concesión y los primeros fondos para la operación y la creación de las colecciones del Centro permite que entren en funcionamiento inmediatamente sus primeras actividades del programa cultural mucho antes de la finalización de los trabajos. El Centro adopta su nombre nuevo y definitivo: MAXXI, Museo Nacional del Arte del siglo XXI.

### El edificio como laboratorio
El sitio en sí era un lugar de experimentación constructiva para abordar los resultados estructurales y la estética de los materiales principales en el proyecto:. el [hormigón], el acero y el vidrio. Hay muros de hormigón que caracterizan la forma y la estructura de MAXXI. La necesidad de garantizar la continuidad de la producción y la calidad de la mezcla del cemento requiso la instalación de una planta de hormigón en el área del construcción. La necesidad de controlar la estética de las superficies externas, diseñadas de color claro y textura lisa por Zaha Hadid requiso encofrados especiales y cemento autocompactante. El uso del acero está destinado a la conexiones verticales y a otros elementos arquitectónicos como las vigas de conexión con el hormigón.
El sistema de cobertura - elemento complejo en términos de tecnología - se hace enteramente fuera de la obra: integra los elementos de la estructura, los controles de iluminación natural, aparatos de iluminación artificial, los mecanismos para la contención del calor. Compuesto de una doble ventana superior y una inferior, está protegido en el exterior por una malla de alambre que no sólo proteger de la luz, si no que se convierten en espacio transitable para labores de mantenimiento.

### El espacio expositivo en el edificio D
Dos volúmenes del antiguo cuartel de Montello se recuperan en el nuevo proyecto, convirtiéndose en una parte integral del edificio del campus en la calle está completamente integrado en el cuerpo principal del museo. El edificio D se ha convertido en la sede temporal de las exposiciones y actividades culturales del MAXXI, en espera de la construcción del propio museo.
La primera medida de adaptación y de recuperación funcional, hecha en poco tiempo y con base en el criterio de "mínima intervención", ha llevado a los espacios interiores a ser más diáfanos, restituyendo la unidad de las dos grandes salas.

### Acogida de la crítica
En general, la reacción de la crítica fue favorable en muchos periódicos, entre los cuales el New York Times y Le Figaro. Hubo, sin embargo, comentarios negativos que fomentaron el debate entre los expertos.

## MAXXI Arquitectura
El MAXXI Arquitectura es el primer museo nacional de arquitectura en Italia. Su interés se centra tanto en la arquitectura de autor como en la anónima. En el museo conviven la historia arquitectónica del siglo XX y la contemporánea que quiere responder a las preguntas del presente e interpretar las expectativas de la sociedad actual. El museo de la historia y el museo contemporáneo, a pesar de que tienen el carácter y las perspectivas de desarrollo muy diferentes, dan lugar a múltiples dimensiones de carácter transversal.
MAXXI Arquitectura es el interlocutor de las demás instituciones culturales italianas en el sector (como la Bienal de Venecia o la Triennale di Milano), en la educación secundaria y terciaria y en la formación de la red de centros y archivos de arquitectura. En el plano internacional, comparte los objetivos del ICAM  (Confederazione dei Musei d'Architettura).

### Programa Cultural
El programa cultural del MAXXI-Arquitectura se desarrolla en dos líneas de trabajo. La primera consiste en la documentación y la investigación y su punto de partida son las reflexiones críticas sobre el pasado, presente y futuro de la cultura arquitectónica en el paisaje italiano, teniendo en cuenta las obras, los personajes y las historias que se han elaborado en el curso del siglo XX. Es parte del Centro de Archivo de Arquitectura, en el marco del Museo de Arquitectura, el estudio y el cuidado de las colecciones de la arquitectura y sus colecciones de documentos, abarcando cronológicamente desde el siglo XX hasta nuestros días. También es un laboratorio experimental que realiza las funciones de promoción cultural, fomentar la investigación histórica y sistemática, investiga sobre la historia del siglo XX italiano, el desarrollo de estrategias, normas e instrumentos para la conservación, la restauración y el acceso a las fuentes documentales.
La segunda línea está dirigida a los temas emergentes de la arquitectura. A través de una comparación de los objetivos de dinámicas para fomentar y destacar las incursiones de arquitectura en la gama de sus experiencias de la cultura contemporánea, tales como las disciplinas de diseño creativo que van desde el diseño industrial, comunicación visual, el arte y las instalaciones del medio ambiente.

### Colecciones de arquitectura
Los activos del MAXXI Arquitectura provienen de la adquisición directa, pero también está relacionado con la gestión de un verdadero patrimonio virtual como la red de museos y archivos públicos y privados en Italia, que se extiende más allá de los activos del fondo.
A través de acuerdos y arreglos específicos pueden considerarse fondos relacionados los del de Roma, el Archivo de Proyectos de Venecia (IUAV) y la Accademia nazionale di San Luca.
La colección incluye los archivos arquitectónicos que recoge materiales de concurso patrocinados por el DARC, incluyendo el del museo MAXXI y otros proyectos de jóvenes arquitectos. Por último, hay una sección dedicada a dibujos, maquetas, bocetos y documentos.

#### Colecciones Especiales
Las colecciones especiales recogen los productos de las actividades (exposiciones, comisiones, talleres) fruto de la investigación y los proyectos culturales del mismo museo. Instalaciones en sitios específicos y proyectos diseñados especialmente para el MAXXI, exploran las formas contemporáneas de comunicación incluso más allá de las herramientas de la disciplina. Articuladas por sectores, las colecciones recogen prototipos y objetos de diseño y objetos de realidad específica de la arquitectura, como la experimentación ligada a la construcción y a la producción industrial.

#### Colecciones de fotografía
Los estudios encargados por MAXXI-arquitectura han utilizado la fotografía tanto como medio como una finalidad en sí misma; como un medio, como una herramienta para la investigación de la realidad, para registrar el estado del paisaje cambiante del país, aprovechando las prerrogativas del medio fotográfico. Para documentar e interpretar la formación de la memoria y la conciencia. El criterio en la elección de los fotógrafos para el encargo de la investigación es identificar no sólo profesionales,  sino a "autores" cuya obra destaca por sus habilidades interpretativas y la calidad expresiva de su trabajo. La selección de los autores no pretende ser una exhaustiva recopilación sino un trabajo en progreso, que se ampliará con obras de otros artistas emergentes o de establecida reputación.

### Centro de Documentación de Arquitectura
El Centro de archivos de arquitectura conserva la colección de arquitectura del MAXXI (con las actividades de conservación y restauración, mantenimiento, clasificación, archivo), pero al mismo tiempo facilita la consulta, el estudio y la explotación de los documentos que acrediten, en diferentes momentos, la "producción" de la fase de diseño arquitectónico para la construcción: planos, dibujos, bocetos y dibujos técnicos, modelos y memorias escritas, fotografías y documentos administrativos.
Ha estado funcionando desde julio de 2002 en la sede temporal en el Museo H. C. Andersen en Roma, dada la reorganización del trabajo y la reproducción digital de los fondos de los arquitectos del siglo XX que adquirió del PARC (Direzione generale per la tutela e la qualità del paesaggio, l'architettura e l'arte contemporanee), como por ejemplo Carlo Scarpa y Pierluigi Nervi.

## MAXXI Arte
El MAXXI Arte comprende la actividad artística multidisciplinar incluyendo la producción multimedia, sin hacer distinción entre artistas italianos y extranjeros. Las exposiciones y actividades para el público alternan una programación más experimental de artistas emergentes con presentaciones de artistas consagrados. La programación de actividades quiere dar voz a los diferentes lenguajes contemporáneos. No es sólo un lugar para la experimentación, sino también para la producción y distribución, permitiendo una reflexión continua sobre su papel y un ajuste de acuerdo a las necesidades identificadas de cada momento.

### Programas y adquisiciones. Colecciones
En el proceso de formación de las colecciones, las opciones se han dirigido a las obras de artistas significativos. Una característica que une a las obras de la colección es la atención a la imagen. Gran parte de las obras son figurativas y el tema fundamental es la persona humana, su psicología y su representación en las relaciones sociales. La colección pone al individuo en el centro de la investigación, siguiendo la tradición italiana desde el humanismo.
Para crear su colección, el MAXXI Arte ha usado los canales más habituales de adquisición,  principalmente el mercado del arte, pero también a través de las donaciones o los préstamos. Con motivo de las exposiciones individuales, es muy habitual que los artistas donen al museo una o más obras.

## Centro de Documentación
Fue creado con el objetivo de vigilar y registrar todas las actividades del museo, clasificar y almacenar los documentos y luego publicar el contenido. Funciona a lo largo de dos líneas de desarrollo: Una mirada dentro del corazón del museo (investigación, gestión y cuidado de las colecciones), y otra exterior, para el público, con la creación de un servicio de consulta.
El Centro de Documentación se divide en dos secciones: arte y arquitectura.

### Biblioteca
El proyecto de biblioteca ya se inició mucho antes de la apertura del museo con el objetivo de enriquecer el patrimonio bibliográfico en uso del personal del PARC. La biblioteca documenta la colección artística y arquitectónica contemporánea italiana e internacional procedente para satisfacer las necesidades de los académicos, especialmente en estrecha relación con las actividades científicas y técnicas, tales como exposiciones del museo, sus actividades educativas y la adquisición de obras de arte y arquitectura de las colecciones del museo.
El proyecto fue diseñado en colaboración con la Biblioteca de la Galería Nacional de Arte Moderno, con la voluntad de formar, en el futuro, un centro de referencia único para la ciencia, tanto a nivel nacional como internacional. La biblioteca, en constante crecimiento, se compone de ensayos, monografías, catálogos de exposiciones, periódicos y revistas, guías de arquitectura contemporánea, publicaciones sobre el paisaje contemporáneo, diccionarios de la arquitectura contemporánea, así como fondos para folletos, CD-Rom DVD los medios de comunicación.
De particular interés son las colecciones de libros de los artistas, cuyas obras se han convertido en parte de la colección permanente del museo, los dedicados a los estudios de museo y museología y la educación en los museos. La biblioteca de MAXXI está conectada al Servicio Nacional de Bibliotecas italiano.

## Servicio Educativo
En esta fase de la actividad docente el MAXXI está vinculado a las exposiciones temporales. Los talleres para escuelas de todos los niveles, a menudo diseñados en colaboración con la facultad, tienen el propósito de la transmisión de contenidos, evitando la lógica del puro entretenimiento, paro la mejora del potencial comunicativo del arte, la arquitectura y las investigaciones más recientes y las propuestas experimentales contemporánes.
El uso de las nuevas tecnologías ha hecho que el público adolescente, que a menudo muestra escaso interés en las actividades educativas propuestas por la escuela, haya experimentado un cambio considerable de actitud al sentirse atraído por el museo desde su campo de interés.
Al término de cada exposición y talleres relacionados, el MAXXI organiza una exposición didáctica en la que se exhiben las obras de todos los estudiantes que participaron en las actividades. Las exposiciones educativas han sido momentos importantes de verificación para el personal científico y la participación de grupos escolares y familias que a menudo han tenido la oportunidad de conocer a los artistas y arquitectos en la exposición, lo que refuerza la relación de afecto hacia el museo. Otro público hacia el que el museo realiza sus iniciativas es el de las personas con discapacidad, aunque apenas han empezado a trabajar el tema.
Además de las actividades educativas de arte contemporáneo están programadas también otras enfocadas a trabajar la arquitectura contemporánea. Están diseñadas con la participación de los arquitectos que muestra su trabajo, dando lugar a la curiosidad, la discusión y la reflexión en los estudiantes.
En el vestíbulo del museo se encuentra la maqueta del museo MAXXI que fue creada para el concurso internacional y está expuesta al público. Permite entender la relación del museo con su entorno en la Villa Olímpica cercana a Roma y en el meandro del Tíber.